# Sakra Selatan
Sakra Selatan is een bestuurslaag in het regentschap Oost-Lombok van de provincie West-Nusa Tenggara, Indonesië. Sakra Selatan telt 6479 inwoners (volkstelling 2010).